# Харьковская городская дума (ВСЮР)

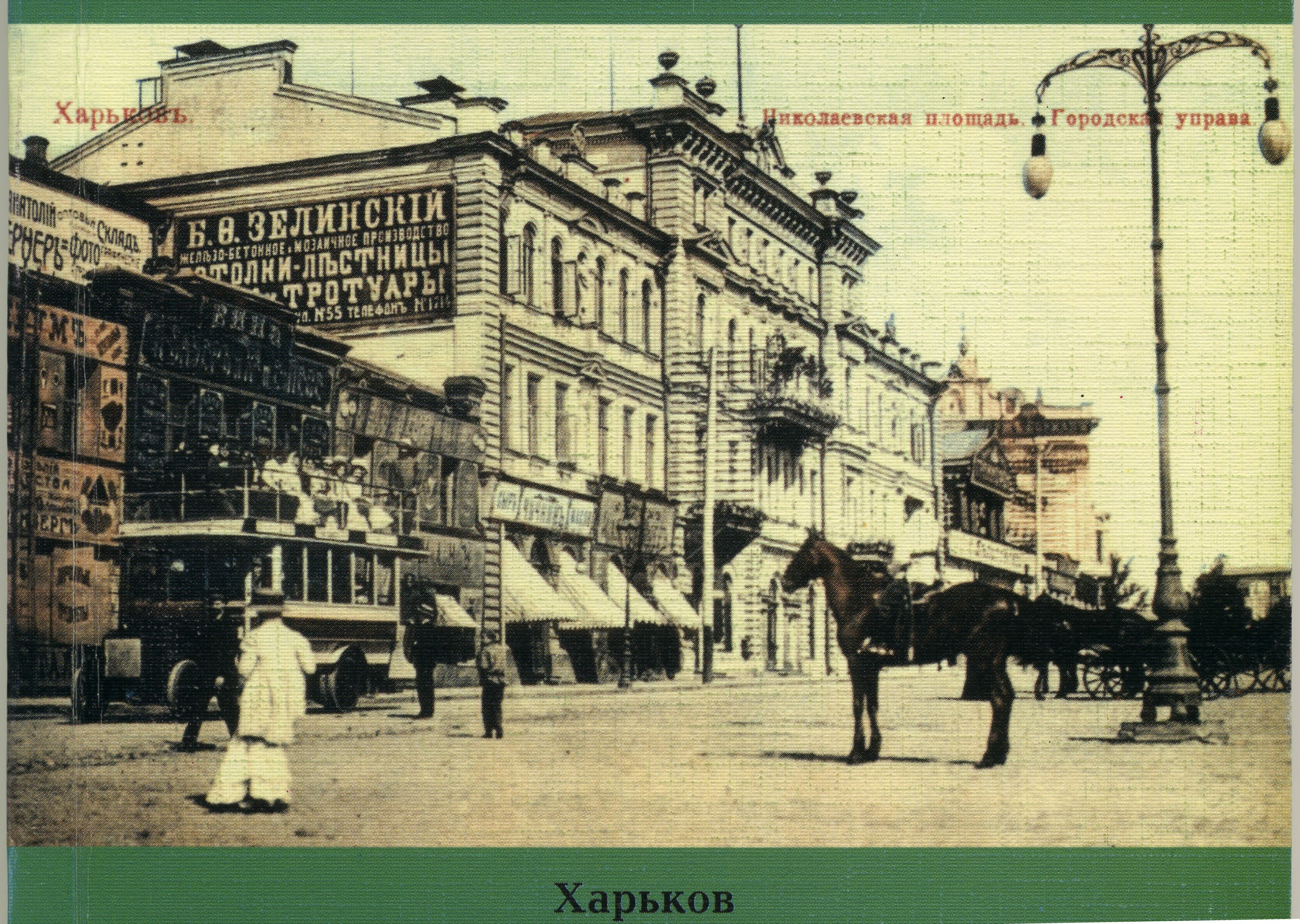
Здание харьковской городской управы на Николаевской площади, начало XX века

О дореволюционной думе см. статью Харьковская городская дума.
Ха́рьковская городска́я ду́ма в 1919 году́ — восстановленный орган местного самоуправления г. Харькова в период контроля Харькова Добровольческой армией. Декларировалась властями ВСЮР как правопреемница Харьковской городской думы периода Российской империи (а также Российской республики после февраля 1917 года), разогнанной большевиками. Подготовка к выборам в думу началась в сентябре 1919 года. Дума работала в ноябре-декабре 1919 года. Председатель городской думы — Н. Н. Салтыков, товарищ председателя - М. И. Игнатищев.

## Подготовка выборов
Согласно декрету большевиков от 19 декабря 1917 года городские думы не должны были созываться и подлежали упразднению. В январе 1918 года началась массовая ликвидация дум и земств, которая продолжалась до середины 1918 года. В числе других была расформирована большевиками и Харьковская городская дума. С приходом в Харьков Добровольческой армии 25 июня 1919 года все декреты и постановления советского правительства были отменены. Историк Ю. Рябуха отмечает, что главнокомандование ВСЮР планировало ввести последовательную «цепь самоуправлений от сельского схода до областных дум». В связи с этим возобновлялось функционирование городских дум со всеми отделами губернских и уездных земских управ. Главою Харьковской губернской земской управы стал помещик Акишев, а после некоторой подготовки в сентябре 1919 года началась широкая подготовка к выборам в Харьковскую городскую думу.

## Фракционный состав
По данным, опубликованным в харьковской газете «Новая Россия», в состав гласных вошли исключительно кандидаты, предложенные блоком Национального центра, Совета 42-х и беспартийно-деловой группы.
Первоначально было избрано 107 гласных вместо 116, так как 9 избранных членов Думы оказались избраны по нескольким (двум) округам, в которых были выставлены.
Фракционый состав думы был таким:

### Кадеты
А. Н. Анциферов;
А. П. Базилевский;
П. Р. Богуславский;
В. М. Гордон;
И. Г. Гонтарев;
А. П. Грузинцев;
Л. В. Гончаров;
В. Х. Даватц;
А. В. Десятов;
В. А. Дыбский;
С. А. Иванов;
Ф. И. Иваницкий;
М. И. Иваницкий;
К. М. Зеленский;
М. И. Игнатищев;
А. Н. Карыгин;
И. А. Красусский;
Н. Н. Ковалевский;
Н. К. Кничер;
А. А. Коростелёв;
Н. Н. Кнорринг;
С. А. Козлов;
М. И. Логинов;
В. Ф. Левитский;
Г. М. Линтварёв;
Е. А. Москов;
А. В. Маклецов;
М. Г. Оршанский;
С. П. Попов;
П. П. Пятницкий;
С. А. Раевский;
Ф. В. Рыбаков;
Н. Н. Салтыков;
Л. Я. Таубер;
И. С. Телегов;
М. В. Тинце;
А. И. Фенин;
В. Н. Усовский;
Е. А. Явченко;
В. Г. Фавр. (всего 41 член)

### Деловая группа
Г. А. Арцибушев;
И. С. Баканов;
А. П. Бельковский;
И. М. Бич-Лубенский;
И. А. Бродович;
И. К. Велитченко;
Г. М. Гусаров;
В. Д. Жуков;
М. Д. Жуков;
И. М. Ковалёв;
А. М. Линницкий;
В. А. Нерослев;
А. Л. Погодин;
К. В. Проскурников;
В. С. Соколов;
В. К. Стрельников;
Н. Д. Стрельников;
П. И. Скубачевский;
И. Н. Святенко;
И. В. Семененко;
А. С. Фёдоров;
Г. С. Угримов;
А. И. Четвериков;
А. Н. Чернай (всего 24 члена).

### Прогрессисты
А. А. Алов;
Д. Н. Граматикати;
А. В. Дедюлин;
И. В. Емельянов;
С. С. Жилкин;
А. Б. Иозефович;
Д. А. Кутневич;
В. Н. Покровский;
Д. М. Синцов (всего 9 членов).
Кроме того:

#### Беспартийные прогрессисты
С. М. Попов;
С. И. Селихов (всего 2 члена).

### Украинские демократы
В. Е. Мороховец;
Ф. В. Писнячевский (всего 2 члена).

### Беспартийные
С. Ф. Белецкий;
В. И. Веретенников;
И. К. Гришенко;
В. Ф. Гербург-Гейбович;
К. А. Красусский;
С. М. Кульбакин;
Ф. В. Кондратьев;
В. А. Лубковский;
А. А. Матвеев;
П. Ф. Милованов;
И. Н. Николаев;
А. М. Никольский;
И. Н. Оберемченко;
Ф. М. Пронин;
Н. А. Попов;
В. Г. Поддубный;
А. Л. Пономарёва;
С. В. Раздольский;
В. И. Рыжих;
И. Н. Снигирёв;
Н. Е. Степанов;
С. Е. Степаненко;
Б. П. Чаевский;
А. П. Юрченко (всего 24 члена).

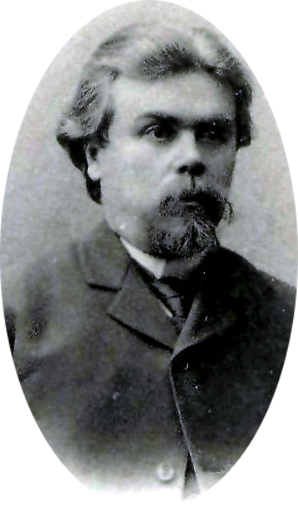
Член харьковской городской думы проф. А. М. Никольский.

В числе 8-ми доизбранных членов были: А. В. Ветухов, Н. Н. Витковский, А. Ф. Булацель, А. А. Ауэрбах, М. А. Стахорский, В. А. Эмер, А. А. Зоц и В. Ф. Любицкий.
По данным газеты «Новая Россия», в числе вновь избранных гласных было 19 членов прежней демократической думы и 28 членов дореволюционных цензовых городских дум.:

## Социальный состав

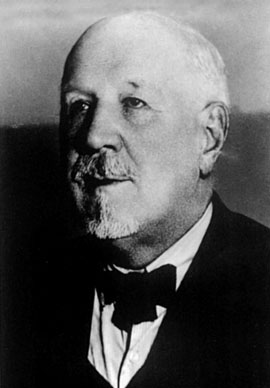
Думский голова проф. Н.Н. Салтыков.

| Социальная группа                                                     | Количество, чел | Примечания                                                                |
| --------------------------------------------------------------------- | --------------- | ------------------------------------------------------------------------- |
| Профессора                                                            | 22              |                                                                           |
| Представители промышленности, финансов, торговли и банковские деятели | 18              |                                                                           |
| Общественные деятели                                                  | 15              | Подразумеваются муниципальные работники, земцы, члены Государственных Дум |
| Юристы                                                                | 13              | в т.ч. присяжные поверенные, деятели суда, мировые судьи и т.п.           |
| Инженеры                                                              | 8               |                                                                           |
| Врачи                                                                 | 8               |                                                                           |
| Члены Совета 42-х                                                     | 9               | см. Совет 42-х                                                            |
| Педагоги средних учебных заведений                                    | 5               |                                                                           |
| Рабочие                                                               | 3               |                                                                           |
| Чиновники                                                             | 2               |                                                                           |
| Священники                                                            | 1               |                                                                           |
| Нет информации о принадлежности к социальной группе                   | 12              |                                                                           |
| Итого                                                                 | 116             |                                                                           |

Источник: 

## Прекращение работы
Харьковская городская дума была распущена 12 декабря 1919 года после занятия города войсками РККА и последовавшего за этим третьего (окончательного) установлении советской власти. Значительная часть состава думы эмигрировала из города и отступила вместе с Добровольческой армией.